# Kenny Wayne Shepherd
Kenny Wayne Shepherd (nascido Kenny Wayne Brobst, Shreveport-LO, 12 de Junho de 1977) é um compositor, cantor e guitarrista estadunidense.
Participou do projeto G3 em 1996 e 1997, mas não chegou a gravar um cd com este projeto.

## Discografia

### Álbuns de Estúdio
| 1995                                      | Ledbetter Heights - Lançamento: 19 de Setembro de 1995 - Gravadora: Giant (24621) - Formato: CD, CS                  | 108 | 1 | —  | 25 | —  | —  | - : RIAA - Platina |
| 1997                                      | Trouble Is... - Lançamento: 07 de Outubro de 1997 - Gravadora: Revolution (24689) - Formato: CD, CS                  | 74  | 1 | —  | 36 | —  | —  | - : RIAA - Platina |
| 1999                                      | Live On - Lançamento: 12 de Outubro de 1999 - Gravadora: Giant (24729) - Formato: CD, CS                             | 52  | 1 | —  | —  | —  | —  | - : RIAA - Platina |
| 2004                                      | King's Highway EP - Lançamento: 21 de Setembro de 2004 - Gravadora: Reprise - Formato: EP                            | —   | — | —  | —  | —  | —  |                    |
| 2004                                      | The Place You're In - Lançamento: 05 de Outubro de 2004 - Gravadora: Reprise (48866) - Formato: CD, MP3              | 101 | 1 | —  | —  | —  | —  |                    |
| 2007                                      | 10 Days Out: Blues from the Backroads - Lançamento: 23 de Janeiro de 2007 - Gravadora: Reprise (49294) - Formato: CD | 164 | 1 | —  | —  | 52 | —  | - : RIAA - Ouro    |
| 2011                                      | How I Go - Lançamento: 02 de Agosto de 2011 - Gravadora: Roadrunner (RR 77232) - Formato: CD                         | 52  | 1 | 86 | —  | —  | 92 |                    |
| 2014                                      | Goin' Home - Lançamento: 03 de Junho de 2014 - Gravadora: Concord - Formatoos: CD, DI                                |     |   |    |    |    |    |                    |
| "—" denotes a release that did not chart. | |     |   |    |    |    |    |                    |

### Álbuns Ao Vivo
| Ano  | Álbum                                                                                         | Peak chart positions | Peak chart positions | Peak chart positions |
| Ano  | Álbum                                                                                         | US                   | US Blues             | US Rock              |
| ---- | --------------------------------------------------------------------------------------------- | -------------------- | -------------------- | -------------------- |
| 2010 | Live! in Chicago - Released: September 27, 2010 - Label: Roadrunner (1686177422) - Format: CD | 114                  | 1                    | 42                   |

### Singles
| 1995                                      | "Déjà Voodoo"                         | —  | 9  | Ledbetter Heights   |
| 1996                                      | "Born with a Broken Heart"            | —  | 15 | Ledbetter Heights   |
| 1996                                      | "Aberdeen"                            | —  | 23 | Ledbetter Heights   |
| 1997                                      | "Slow Ride"                           | —  | 3  | Trouble Is...       |
| 1998                                      | "Somehow, Somewhere, Someway"         | —  | 3  | Trouble Is...       |
| 1998                                      | "Blue on Black"                       | 78 | 1  | Trouble Is...       |
| 1998                                      | "Everything Is Broken"                | —  | 10 | Trouble Is...       |
| 1999                                      | "In 2 Deep"                           | —  | 5  | Live On             |
| 2000                                      | "Was"                                 | —  | 9  | Live On             |
| 2000                                      | "Last Goodbye"                        | —  | 14 | Live On             |
| 2004                                      | "Alive"                               | —  | 13 | The Place You're In |
| 2005                                      | "The Place You're In"                 | —  | 30 | The Place You're In |
| 2011                                      | "Never Lookin' Back"                  | —  | 36 | How I Go            |
| 2011                                      | "Come on Over"                        | —  | —  | How I Go            |
| 2014                                      | "You Can't Judge a Book By the Cover" | —  | —  | Goin' Home          |
| "—" denotes a release that did not chart. |                                       |    |    |                     |

### Com Outros Artistas
- 1997 - Merry Axemas: A Guitar Christmas: Canção Rudolph the Red-Nosed Reindeer